# Leiodesmus discrepans
Leiodesmus discrepans är en mångfotingart som först beskrevs av Filippo Silvestri 1895.  Leiodesmus discrepans ingår i släktet Leiodesmus och familjen Chelodesmidae. Inga underarter finns listade i Catalogue of Life.